# Thomas M. Tarpley

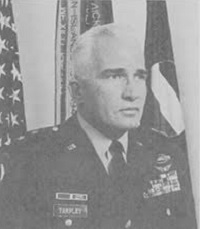
Thomas M. Tarpley

Thomas McKee Tarpley (* 4. Juli 1922 in Quincy, Adams County, Illinois; † 18. Dezember 1986 in Columbus, Muscogee County, Georgia) war ein Generalmajor der United States Army.  
Thomas Tarpley war ein Sohn von Hugh Mebane Tarpley (1893–1962) und dessen Frau Mildred McKee (1893–1970). Der Vater war Major in der US-Armee. Er besuchte zunächst das Westminster College in Fulton in Missouri. Anschließend durchlief er die United States Military Academy in West Point. Nach seiner Graduation im Jahr 1944 wurde er als Leutnant der Infanterie zugeteilt. In der Armee durchlief er anschließend alle Offiziersränge vom Leutnant bis zum Zwei-Sterne-General.
Im Lauf seiner militärischen Karriere absolvierte Thomas Tarpley verschiedene Kurse und Schulungen. Dazu gehörten unter anderem der Infantry School Basic Course, der Infantry School Advanced Course, das Command and General Staff College sowie das United States Army War College. Zwischenzeitlich erhielt er akademische Grade von der University of Maryland und der George Washington University.
Tarpley nahm als Zugführer einer Infanterieeinheit an der Endphase des Zweiten Weltkriegs in Europa teil. In seinen jüngeren Jahren absolvierte er den für Offiziere in den niederen Rangstufen üblichen Dienst in verschiedenen Einheiten und Standorten. Im weiteren Verlauf seiner Laufbahn kommandierte er Einheiten auf fast allen militärischen Ebenen bis zum Divisionskommandeur. Zwischenzeitlich wurde er auch als Stabsoffizier eingesetzt. Für einige Zeit war er in Südkorea stationiert. Zuvor gehörte er für einige Zeit dem Lehrkörper des Command and General Staff Colleges an. Von 1963 bis 1966 kommandierte er ein Bataillon des 5. Infanterieregiments. Anschließend übernahm er das Kommando über die 2. Brigade der 25. Infanteriedivision, mit der er im Vietnamkrieg eingesetzt war. Von 1969 bis 1971 war er stellvertretender Standortkommandeur über Fort Lewis im Bundesstaat Washington.
Von Februar 1971 bis April 1972 hatte Thomas Tarpley den Oberbefehl über die 101. Luftlandedivision und von 1973 bis 1975 leitete er die United States Army Infantry School in Fort Benning. Anschließend ging er in den Ruhestand. Tarpley verbrachte seinen Lebensabend in Columbus in Georgia, wo er am 18. Dezember 1986 verstarb. Er wurde auf dem Friedhof von Fort Benning (Fort Benning Main Post Cemetery) beigesetzt. Thomas Tarpley hinterließ seine Frau Gertrude Baldwin (1922–2002) und drei Söhne.

## Orden und Auszeichnungen
Thomas Tarpley erhielt im Lauf seiner militärischen Laufbahn unter anderem folgende Auszeichnungen:
- Army Distinguished Service Medal
- Legion of Merit
- Bronze Star Medal
- Air Medal